# Kosmos 2274
Kosmos 2274, ruski izviđački satelit iz programa Kosmos. Vrste je Jantar-4K2 (Kobaljt br. 545).
Lansiran je 17. ožujka 1994. godine u 16:30 s kozmodroma Pljesecka u Rusiji. Lansiran je u nisku orbitu oko planeta Zemlje raketom nosačem Sojuz-U 11A511U. Orbita mu je bila 175 km u perigeju i 321 km u apogeju. Orbitna inklinacija mu je bila 67,12°. Spacetrackov kataloški broj je 23033. COSPARova oznaka je 1994-018-A. Zemlju je obilazio u 89,47 minuta. Pri lansiranju bio je mase 6600 kg. 
Sletio je 21. svibnja 1994. godine.

## Vanjske poveznice
- N2YO.com Search Satellite Database
- Celes Trak SATCAT Format Documentation (engl.)
- Kunstman  Arhivirana inačica izvorne stranice od 12. kolovoza 2019. (Wayback Machine) Satellites in Orbit (engl.)